# İmran Ayata

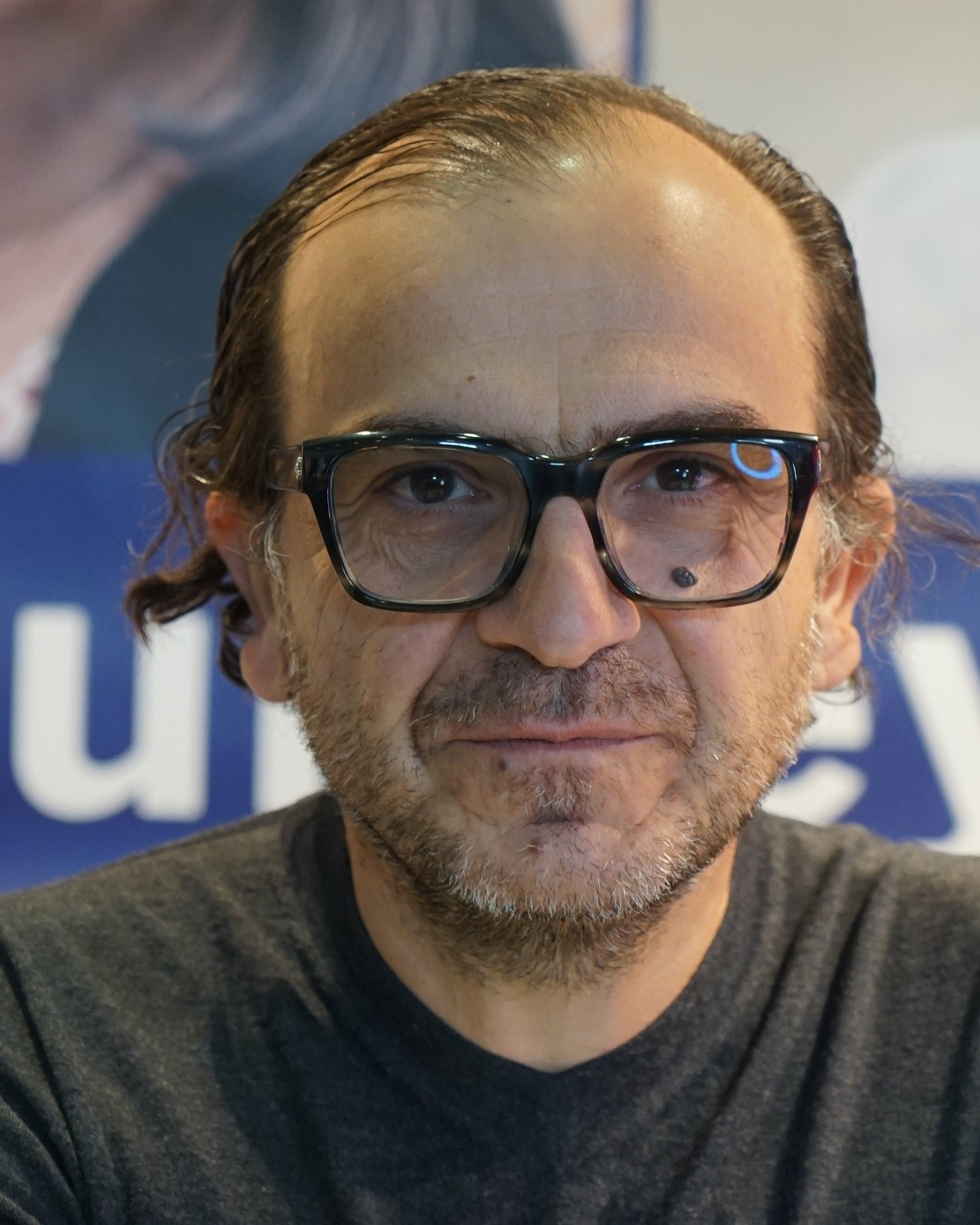
İmran Ayata (2021)

İmran Ayata (* 1969 in Ulm) ist ein deutscher Schriftsteller und Campaigner.

## Leben und Werk
Ayata studierte Politikwissenschaft. Er legte mit Hürriyet Love Express (2005) seinen ersten Erzählband vor. 2011 erschien sein Roman Mein Name ist Revolution, der zahlreiche positive Rezensionen erhielt. 2015 erschien im Verbrecher Verlag sein Roman Ruhm und Ruin. Der Roman basiert auf dem Theaterstück Liga der Verdammten, das İmran Ayata zusammen mit dem Regisseur Neco Çelik 2013 im Berliner Ballhaus Naunynstraße auf die Bühne brachte. Gemeinsam mit Bülent Kullukcu gab Ayata im Oktober 2013 die CD Songs of Gastarbeiter Vol. 1 bei Trikont heraus. Zuvor waren von ihm bereits literarische Beiträge in Zeitschriften und Sammelbänden in Deutschland und der Türkei erschienen. Er war Mitbegründer der Gruppe Kanak Attak und Redakteur von Die Beute. Zeitschrift für Politik und Verbrechen. Ayata war Geschäftsführer der Kommunikationsagentur A&B One und ist seit 2013 geschäftsführender Gesellschafter der Kampagnen-Agentur „Ballhaus West“. Im Juni 2022 war er Gründungsmitglied des PEN Berlin.

## Veröffentlichungen
- Ruhm und Ruin. Roman. Verbrecher Verlag, Berlin 2015, ISBN 978-3-95732-125-1.
- Songs of Gastarbeiter Vol. 1. CD. Trikont Schallplatten.
- Songs of Gastarbeiter Vol. 2, Vinyl, CD und MC, Trikont
- Mein Name ist Revolution. Roman. Blumenbar Verlag, Berlin 2011, ISBN 978-3-936738-96-4.[3]
- Hürriyet Love Express. Kiepenheuer und Witsch, Köln 2005, ISBN 3-462-03489-8.
- Wir müssen uns wehren. - Gegen den immer radikaler werdenden Islamismus. Und gegen den populären Anti-Islamismus. Ein Aufschrei. In: Frankfurter Allgemeine Sonntagszeitung, 26. Oktober 2014, S. 38.
- Suche nach dem neuen Wir. In: Frankfurter Allgemeine Sonntagszeitung, 17. Juni 2015.
- Was ist da los in Almanya In: Frankfurter Allgemeine Zeitung 3. November 2019.